# San Diego Country Estates
San Diego Country Estates è un census-designated place (CDP) degli Stati Uniti d'America situato in California, nella contea di San Diego.